# Morve rouge
Ne doit pas être confondu avec pourriture cubique.
La morve rouge, ou pourriture rouge des tiges, est une maladie fongique qui affecte les plantations de canne à sucre. L'agent pathogène est une espèce de champignons ascomycètes, Glomerella tucumanensis (Speg.) Arx & E. Müll., présente dans la plupart des régions cannières du monde, notamment en Inde. Ce champignon phytopathogène peut affecter d'autres plantes-hôtes appartenant à des genres voisins, notamment Sorghum.
Cette maladie a été décrite pour la première fois en 1893 à Java par le botaniste et mycologue néerlandais Frits Went. C'est l'une des maladies les plus graves et les plus largement répandues de la canne à sucre, mais elle est plus ou moins destructive selon les régions.
Les symptômes sont variables selon la sensibilité de la plante et le stade d'évolution de la maladie. Ils se manifestent par des signes de pourriture rougeâtre sur les tiges, des taches rouges sur la nervure médiane supérieure des feuilles, et peuvent provoquer la cassure des chaumes et la verse de la culture.
La dissémination de l'inoculum se fait principalement par le vent, la pluie ou l'eau d'irrigation. Les boutures infectées et les débris de cultures précédentes peuvent aussi propager la maladie. Il existe des variétés de canne à sucre résistantes à ce champignon.